# Rajiv Gandhi
Rajiv Gandhi, född 20 augusti 1944 i Bombay, död 21 maj 1991 i Sriperumbudur, Tamil Nadu, (mördad), var en indisk politiker. Han var Indiens premiärminister 1984–1989.
Rajiv Gandhi var son till Indira Gandhi, och barnbarn till Jawaharlal Nehru. Han gifte sig med Sonia Gandhi (1969); paret fick två barn: sonen Rahul Gandhi (född 1970) och dottern Priyanka Gandhi (född 1972). Han sprängdes till döds av den kvinnliga självmordsbombaren Thenmuli Rajaratnam, som var en tamilsk separatist från Sri Lanka.